# Ponte Storto

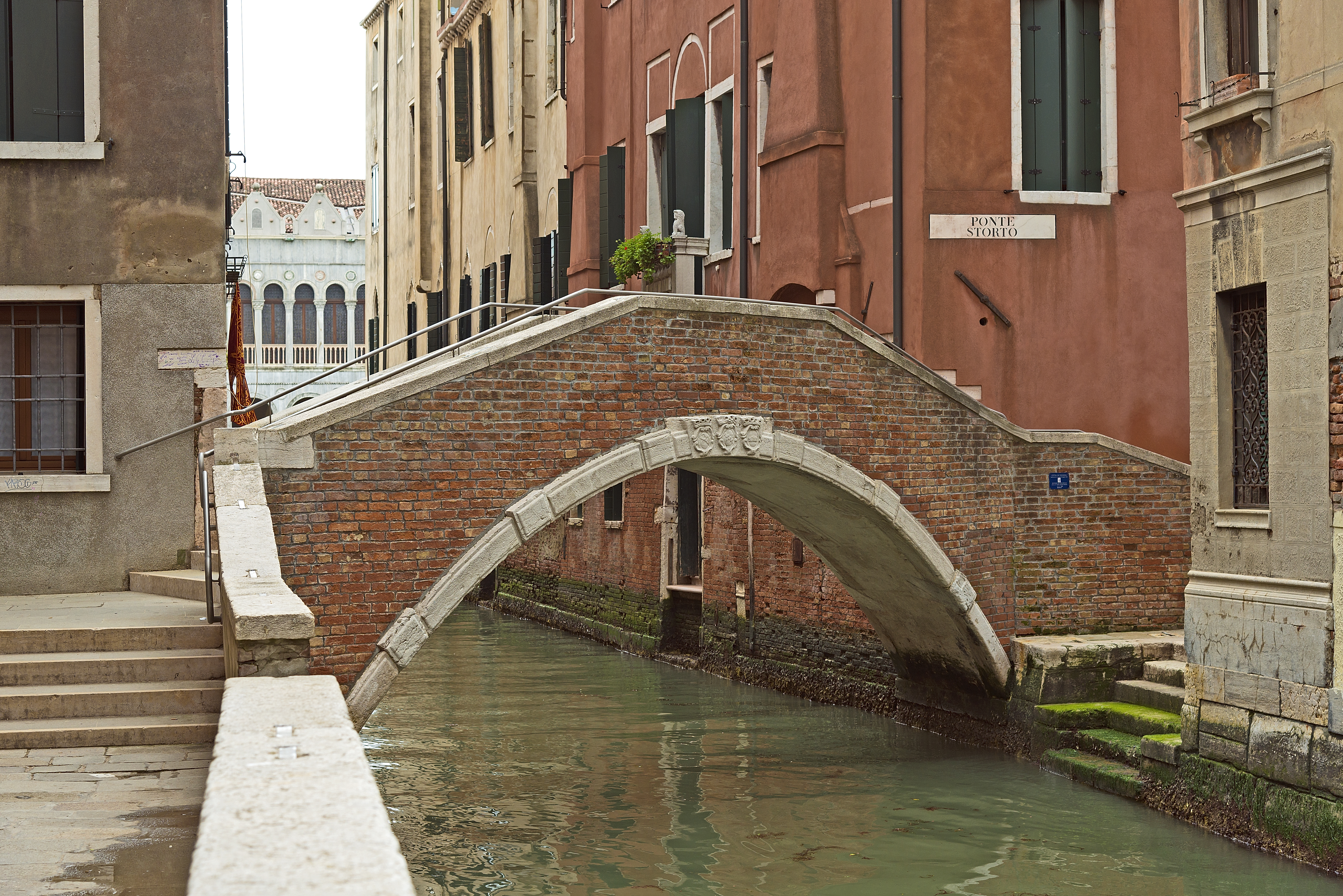
Ponte Storto (Canaregio)

Ponte Storto ist die Bezeichnung für zehn Brücken in Venedig. Sie verdanken diese Benennung dem Umstand, dass sie nicht einem geraden Straßenverlauf folgen, sondern einen Kanal schräg (ital. storto) überqueren. Manche haben noch einen zweiten Namen, wie die Ponte Calegheri im Sestiere San Marco. Sie verbindet den Campiello Calegheri mit dem Fondamenta Fenice und verdankt ihren Namen dem Schuhmacherviertel (Schuhmacher, ital. Calegheri), in dem sie liegt.